# Baraniec (Maków)
Pour les articles homonymes, voir Baraniec.
Baraniec (prononciation : [baˈraɲet͡s]) est un village polonais de la gmina de Karniewo dans le powiat de Maków de la voïvodie de Mazovie dans le centre-est de la Pologne.

## Histoire
De 1975 à 1998, le village appartenait administrativement à la voïvodie d'Ostrołęka.